# Craig Dixon
Craig Dixon (Estados Unidos, 3 de marzo de 1926) fue un atleta estadounidense, especialista en la prueba de 110 m vallas en la que llegó a ser medallista de bronce olímpico en 1948.

## Carrera deportiva
En los JJ. OO. de Londres 1948 ganó la medalla de bronce en los 110 m vallas, siendo superado por sus compatriotas  William Porter (oro con 13.9 s) y Clyde Scott (plata con 14.1 s).